# سایوبا مانده
سایوبا مانده (انگلیسی: Sayouba Mandé؛ زاده ۱۵ ژوئن ۱۹۹۳) یک بازیکن فوتبال اهل ساحل عاج است.

وی همچنین در تیم ملی فوتبال ساحل عاج ساحل عاج بازی کرده‌است.